# Terroranschläge am 7. Juli 2005 in London

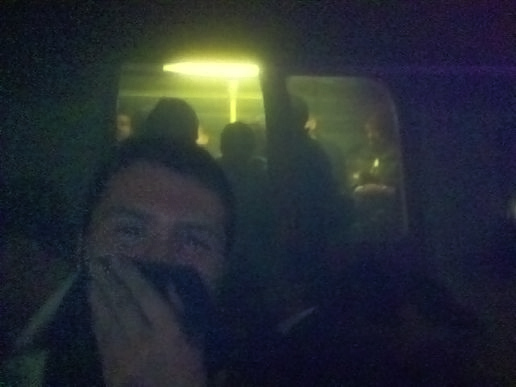
Viele Menschen waren in der Londoner U-Bahn eingeschlossen.

Die Terroranschläge am 7. Juli 2005 in London waren eine Serie von islamistischen Selbstmordattentaten in London auf Zivilisten, die während der morgendlichen Hauptverkehrszeit den öffentlichen Nahverkehr der Stadt nutzten. Es handelt sich um die schwersten Terroranschläge in der Geschichte von Großbritannien.
Innerhalb kurzer Zeit kam es zu insgesamt vier Explosionen, ausgelöst durch Bombenträger (so genannte „Rucksackbomber“) in drei U-Bahn-Zügen und einem Doppeldeckerbus. Dabei wurden 52 Menschen und die vier Selbstmordattentäter getötet und über 700 verletzt. Viele Menschen waren bis zum Nachmittag in den betroffenen Zügen eingeschlossen.
Die Anschläge werden in den britischen Medien auch unter der Abkürzung 7/7 (seven-seven) genannt, in Anlehnung an die islamistischen Terroranschläge am 11. September 2001 in den USA, die unter 9/11 (nine-eleven) bekannt wurden.

## Explosionen und Opferzahlen

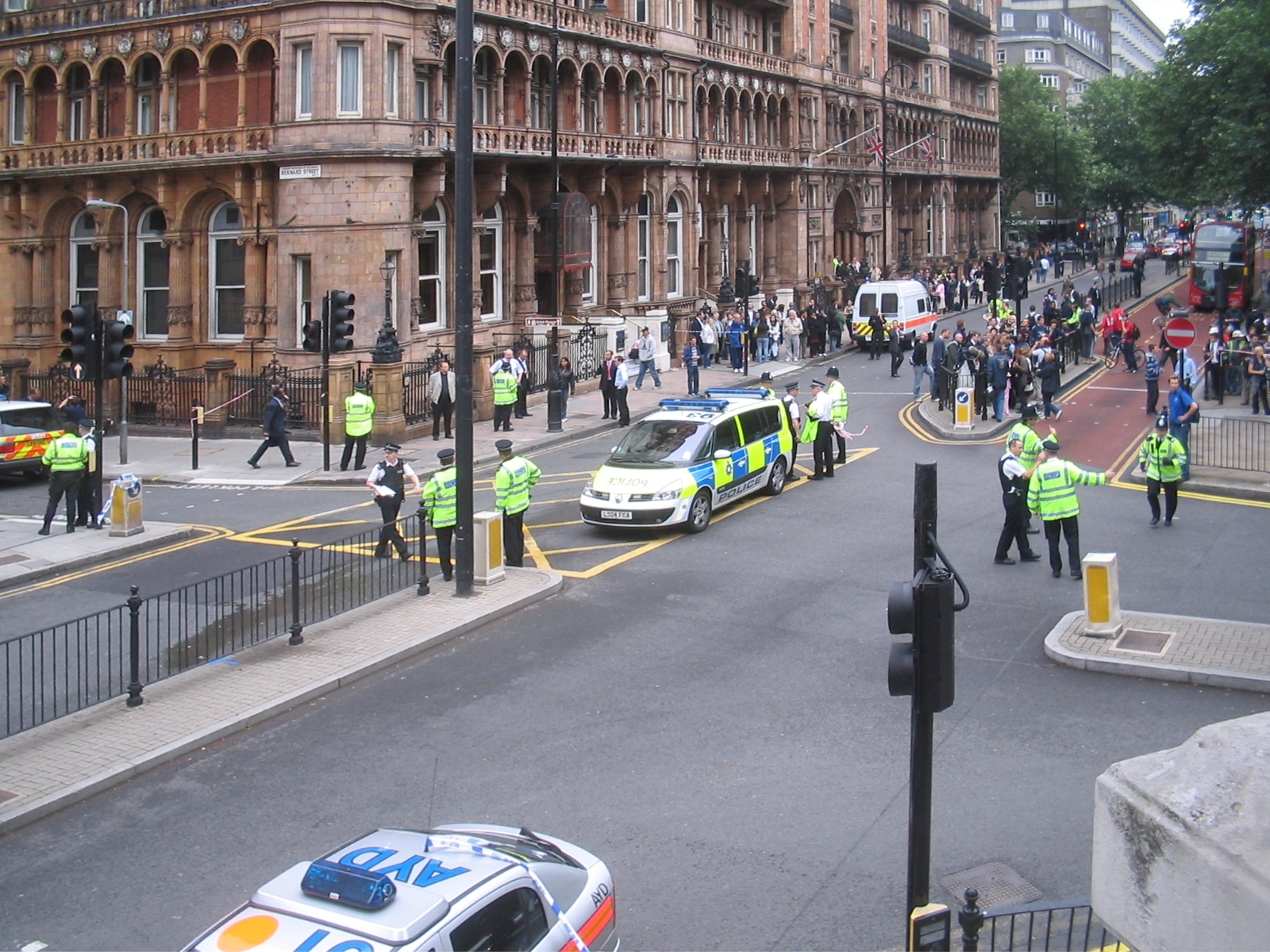
Die Londoner Polizei sperrt den Russell Square

Drei der Explosionen fanden kurz hintereinander zwischen etwa 8:50 Uhr und 8:53 Uhr Londoner Zeit in fahrenden U-Bahn-Zügen (teilweise bei der Ein- oder Ausfahrt aus der Station) statt. Eine davon ereignete sich an der Liverpool Street und tötete sieben Menschen. Ebenfalls sieben Personen starben bei einer Detonation an der Edgware Road.
Der schwerste der Anschläge ereignete sich auf der Piccadilly Line zwischen King’s Cross St. Pancras und Russell Square. Er fand mitten im Tunnel statt, was die Rettungsarbeiten erschwerte, und hatte 28 Tote zur Folge. Angehörige von Vermissten beklagten die langsame Bergung. Die Behörden hatten um Verständnis gebeten, da wegen der technischen Probleme im Tunnel auch die Spurensicherung erschwert gewesen sei.
Die vierte Detonation forderte knapp eine Stunde später um 9:47 Uhr in einem Doppeldeckerbus an der nordöstlichen Ecke des Tavistock Square nahe Russell Square weitere 13 Todesopfer.

### Orte der Anschläge

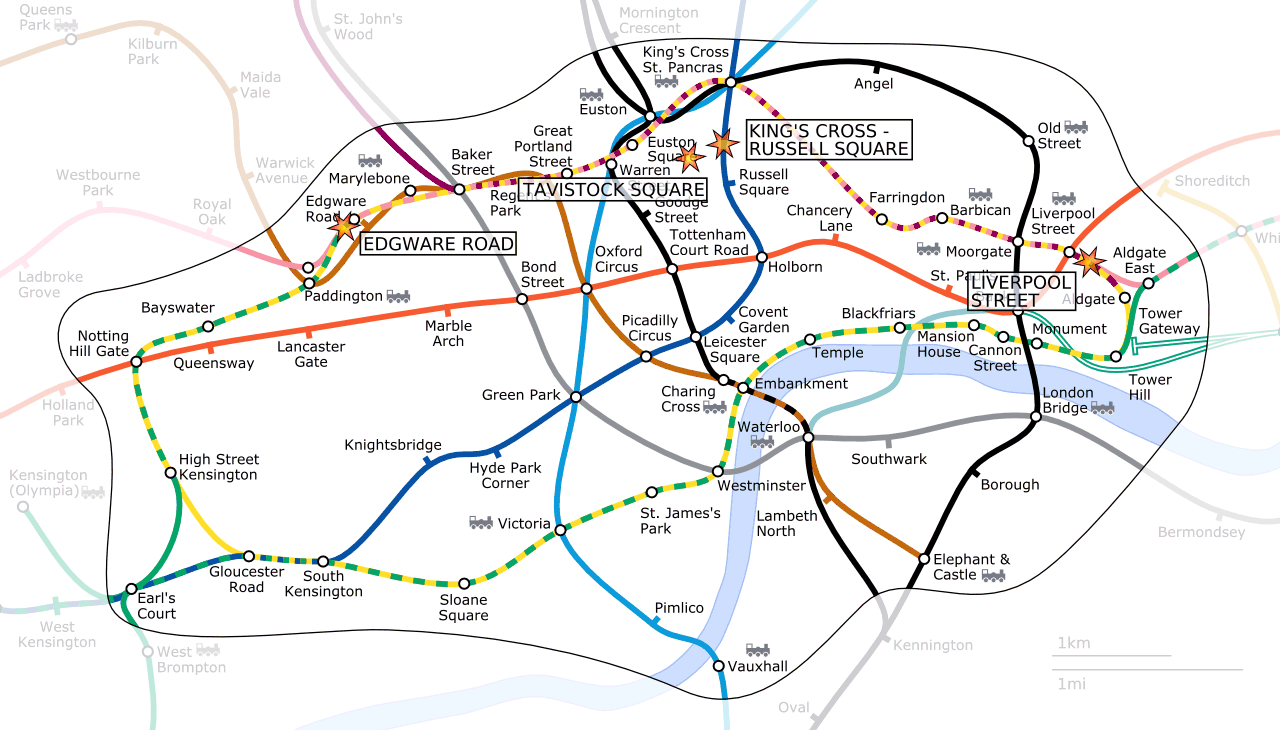
Orte der Explosionen

| WEZ   | Linie                             | Ort                                                   | Georeferenz                    |
| ----- | --------------------------------- | ----------------------------------------------------- | ------------------------------ |
| 8:50  | Zugnummer 204 der Circle Line     | Fahrt von Liverpool Street in Richtung Aldgate        | 51° 31′ 0,5″ N, 0° 4′ 50,2″ W  |
| ~8:51 | Zugnummer 216 der Circle Line     | Fahrt von Edgware Road in Richtung Paddington         | 51° 31′ 14,2″ N, 0° 9′ 56,1″ W |
| ~8:53 | Zugnummer 311 der Piccadilly Line | Fahrt von King’s Cross St. Pancras und Russell Square | 51° 31′ 33,6″ N, 0° 7′ 31,1″ W |
| 9:47  | Bus 30                            | Tavistock Square                                      | 51° 31′ 30,4″ N, 0° 7′ 41,9″ W |

## Reaktionen

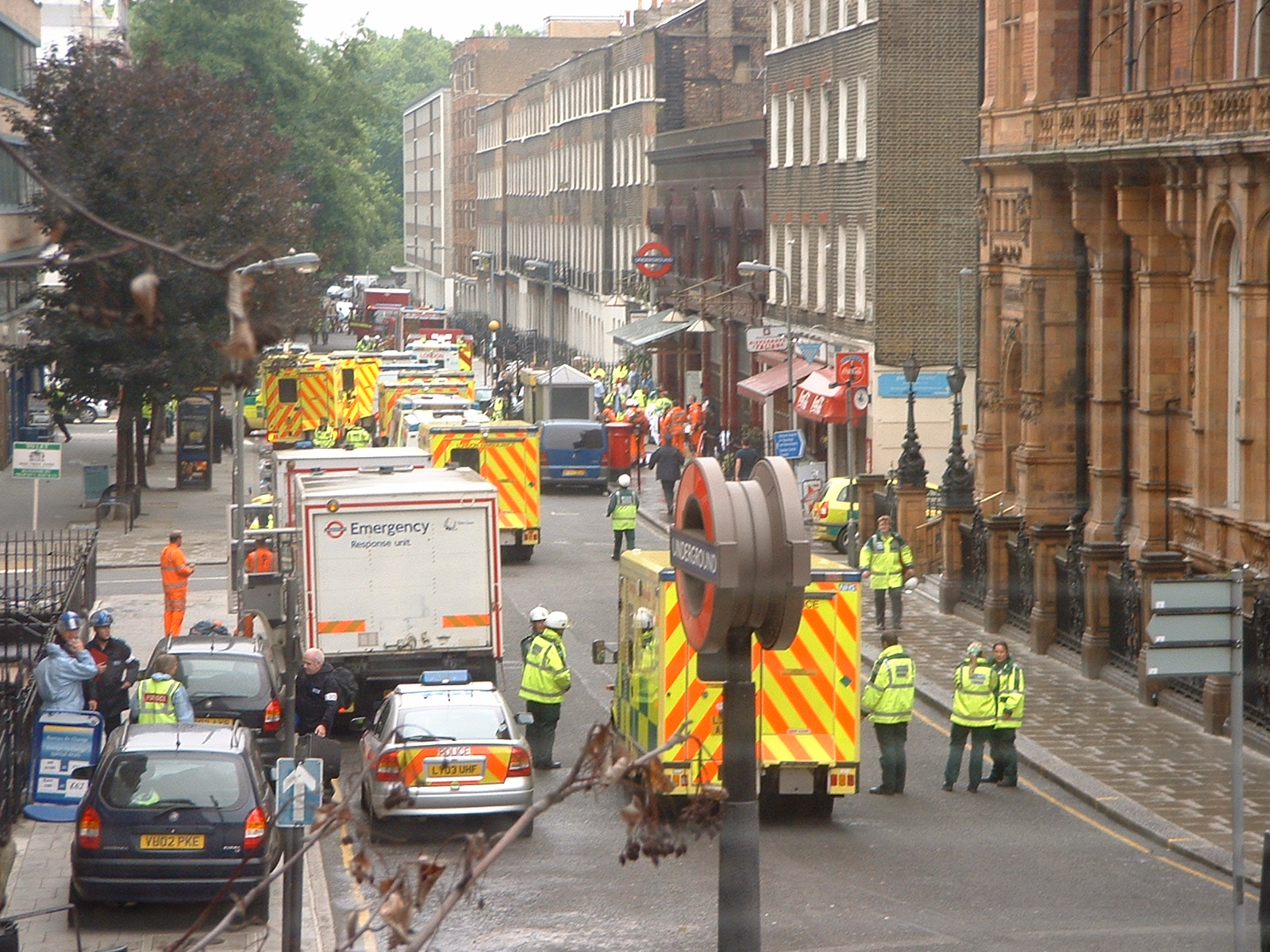
Russell Square

Aufgrund der Vorfälle wurden zunächst viele U-Bahn-Stationen evakuiert und das gesamte Bus- und U-Bahn-Netz stillgelegt. Am Abend wurde der öffentliche Verkehr teilweise wieder aufgenommen. Das Bankenviertel und weit über 40 Straßen blieben zeitweise gesperrt. Der Handel an der Londoner Börse wurde ausgesetzt.
Premierminister Tony Blair verließ wegen der Anschläge vorübergehend das gleichzeitig stattfindende G8-Treffen in Schottland, um sich in London ein Bild von der Situation machen zu können.

## Terroristen
Die vier mutmaßlichen Terroristen wurden auf Videoaufnahmen gefunden. Drei der vier Täter waren Briten pakistanischen Ursprungs, die aus dem Raum Leeds stammten. Bei der Durchsuchung ihrer Häuser wurde Sprengstoff gefunden.
Die mutmaßlichen Täter:
- Hasib Hussain (18 Jahre, aus Leeds): Bus
- Shehzad Tanweer (22 Jahre, aus Leeds): U-Bahn der Circle Line zwischen Aldgate und Liverpool Street
- Mohammad Sidique Khan (30 Jahre, aus Dewsbury bei Leeds): U-Bahn der Circle Line in Edgware Road
- Germaine (Jamal) Lindsay (19 Jahre, geboren in Jamaika, wohnte in Aylesbury): U-Bahn der Piccadilly Line zwischen King’s Cross und Russell Square

In seinem Bekennervideo bezeichnet sich Mohammad Sidique Khan als Soldat in einem Krieg gegen westliche Demokratien, denen er Gräueltaten gegen "sein Volk" vorwirft. Die britische Bevölkerung sei direkt verantwortlich, so wie er direkt verantwortlich sei für den Schutz und die Vergeltung seiner muslimischen Brüder und Schwestern.

## Hintergründe und Ermittlungen

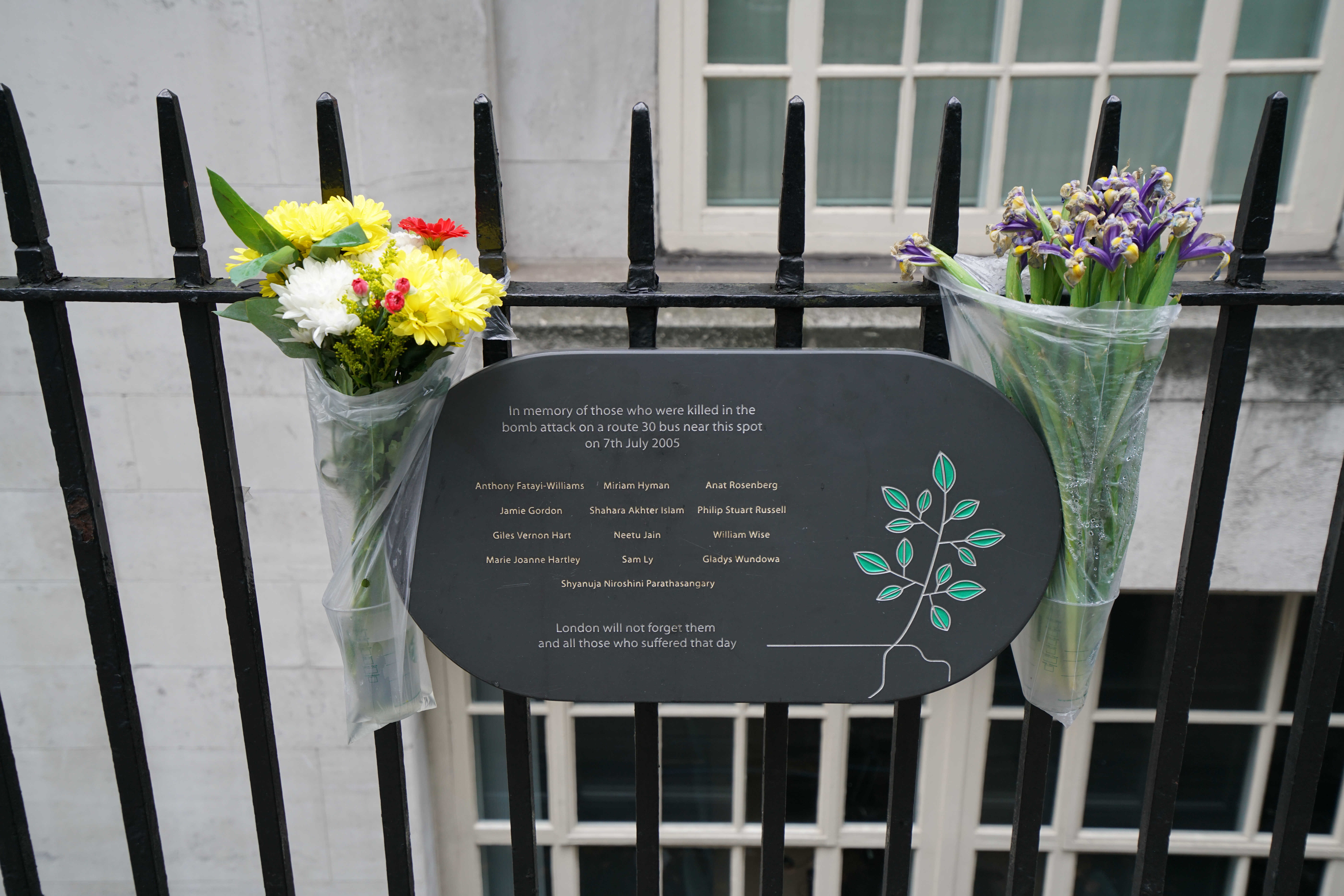
Gedenktafel am Tavistock Square an die Terroranschläge am 7. Juli 2005 in London

In ersten Aussagen unmittelbar nach den Geschehnissen schlossen die Behörden Terroranschläge aus und gaben Kurzschlüsse oder Zusammenstöße von U-Bahnen als mögliche Ursachen an. Dies war laut späteren Pressemeldungen eine bewusste Fehlinformation, um eine Panik zu vermeiden und Zeit zur Einschätzung der Lage zu gewinnen.
Scotland Yard bestätigte später jedoch, dass mindestens eine Bombe in einem U-Bahn-Zug gefunden worden sei. Des Weiteren wurden Reste eines Sprengsatzes in dem Doppeldeckerbus entdeckt, sodass inzwischen als sicher galt, dass die Explosionen durch Anschläge verursacht wurden. Laut Meinung des Zeugen Bruce Lait, der den Anschlag nahe dem Aldgate East Bahnhof überlebte, sah es so aus, als könne der Explosionsherd unter dem U-Bahn-Waggon gelegen haben, weil Metallteile durch die Explosion aufwärts gebogen waren.
Eine angebliche Gruppe namens Geheime Gruppe von al-Qaidas Dschihad in Europa, die bisher noch nie in Erscheinung getreten war, hatte sich im Laufe des Vormittags im Internet – wohl fälschlicherweise – zu den Anschlägen bekannt. In der Erklärung hieß es, die Anschläge seien eine Vergeltung für britische Militäreinsätze in Afghanistan und Irak. Die Gruppe drohte mit weiteren Anschlägen in Dänemark und Italien. Das Bekenntnis war jedoch nicht auf einer der üblichen al-Qaida-Webseiten erschienen.
In der darauffolgenden Woche fanden zahlreiche Verhaftungen in Pakistan und Ägypten statt. Ein Biochemiker der Universität Leeds wurde in Kairo festgenommen und verhört. Er wurde verdächtigt, die Sprengsätze gebaut zu haben.
Am 9. April 2006 veröffentlichte die britische Zeitung The Observer Schlussfolgerungen aus einem Untersuchungsbericht, demzufolge man eine Verbindung der Täter zu al-Qaida nicht habe ermitteln können.
Am 6. Juni 2006 wurde der Untersuchungsbericht der Londoner Staatsanwaltschaft veröffentlicht. U. a. wurde darin kritisiert, dass in den Tunneln der London Underground kein Funkverkehr möglich gewesen sei, wodurch Polizei und Feuerwehr Läufer einsetzen mussten, um sich zu verständigen. Ebenso habe der Fahrer keine Möglichkeit gehabt, der Leitstelle ein Problem mitzuteilen. Der Versuch, über das Mobilfunknetz zu kommunizieren, sei gescheitert, weil das Netz zusammengebrochen gewesen sei. Des Weiteren seien Erste-Hilfe-Kästen fest verschlossen und Notausgänge blockiert gewesen. Zusätzlich seien Einsatzfahrzeuge an falsche U-Bahnhöfe geleitet worden und die ersten Rettungskräfte hätten den U-Bahn-Zug erst 30 Minuten nach Eingang des Notrufes erreicht. Auch seien die Notrufnummern stundenlang überlastet gewesen.
Am 11. Oktober 2010 begann in London die erste Sitzung der Untersuchung zu den genauen Umständen der Anschläge. Die Untersuchung dauerte fünf Monate lang. Circa 240 Zeugen sagten bei den öffentlichen Anhörungen aus.

## Zeitablauf
Angaben in WESZ (MESZ-1):
- 08:50–08:53 Uhr: Drei Explosionen in den U-Bahn-Stationen Liverpool Street, Edgware Road und King’s Cross St. Pancras.[2]
- 09:28 Uhr: Metronet, die Infrastrukturgesellschaft der Londoner U-Bahn, berichtet, dass ein Problem mit der Elektrizitätsversorgung Ursache der Explosionen sei.
- 09:47 Uhr: Vierte Explosion in einem Bus der Linie 30 am Tavistock Square.
- 09:49 Uhr: Metronet bestätigt die Einstellung des U-Bahn-Betriebes in London.
- 10:00 Uhr: National Grid bestätigt, dass es kein Problem mit der Elektrizitätsversorgung gab.
- 11:08 Uhr: Auch der Busverkehr wird eingestellt.
- 11:10 Uhr: Die Polizei bestätigt, dass es sich um einen koordinierten Terroranschlag handelt. Es wird dazu aufgerufen, ruhig zu bleiben, vorerst nicht mehr nach London zu fahren und keine unnötigen Notrufe zu tätigen.
- 12:05 Uhr: Premierminister Tony Blair hält eine Ansprache, er nennt die Vorfälle „barbarische“ Terroranschläge. Danach reist er nach London.
- 13:11 Uhr: Spiegel online berichtet von einem Bekennerschreiben der „Geheimorganisation – al-Qaida in Europa“ im Internet.
- 18:13 Uhr: Die Polizei bestätigt offiziell 37 Tote.
- 21:40 Uhr: Von der Polizei wird bekannt gegeben, dass ein weiteres Opfer seinen schweren Verletzungen erlegen ist.

## Folgen
Nach den Anschlägen kam es im Land zu verschiedenen Zwischenfällen, die von der Polizei als mögliche Racheakte interpretiert werden. Mehrere Moscheen wurden angegriffen und teilweise mit Brandsätzen beworfen. Am 13. Juli wurde in Nottingham ein 48-jähriger Pakistaner von einer Gruppe Jugendlicher zu Tode geprügelt.
Nur vierzehn Tage nach den Anschlägen, am 21. Juli 2005, gab es neuerlich Terroralarm in der britischen Hauptstadt. Wieder waren es mehrere Bombensätze, die nahezu zeitgleich in der Londoner U-Bahn gezündet werden sollten. Allerdings lief dieser Anschlag nicht wie geplant, da die Bomben nicht detonierten, wodurch es diesmal bis auf einen Verletzten keine Opfer gab. Die britische Polizei konnte im Rahmen einer umfangreichen Aktion mehrere Tatverdächtige festnehmen. 2007 standen sechs mutmaßliche Attentäter vor Gericht und behaupteten, alles sei nur „ein Scherz“ gewesen. Vier der Beschuldigten – Muktar Said Ibrahim, Yassin Omar, Hussain Osman und Ramzi Mohammed – wurden am 9. Juli 2007 vom Woolwich Crown Court wegen „Verschwörung zum Mord“ zu Haftstrafen von (mindestens) 40 Jahren verurteilt. Manfo Kwaku Asiedu wurde wegen „Verschwörung zur Herbeiführung einer Sprengstoffexplosion“ am 20. November 2007 zu einer Haftstrafe von 33 Jahren und anschließender Abschiebung nach Ghana verurteilt. Adel Yahya bekam wegen „Unterstützung eines terroristischen Akts“ eine Haftstrafe von sechs Jahren und neun Monaten.
Bei einem Zwischenfall in der Londoner U-Bahn-Station Stockwell wurde am 22. Juli 2005 der in London lebende brasilianische Staatsbürger Jean Charles de Menezes von Beamten in Zivil mit mehreren Kopfschüssen getötet. De Menezes war von der Polizei mit einem Tatverdächtigen für den Anschlagsversuch verwechselt worden und wurde als potentieller Attentäter von einem bewaffneten Einsatzteam gezielt getötet.
Über ein Jahr nach den Anschlägen führte Großbritannien ein fünfstufiges Terrorwarnsystem ein.

## Gedenkstätte

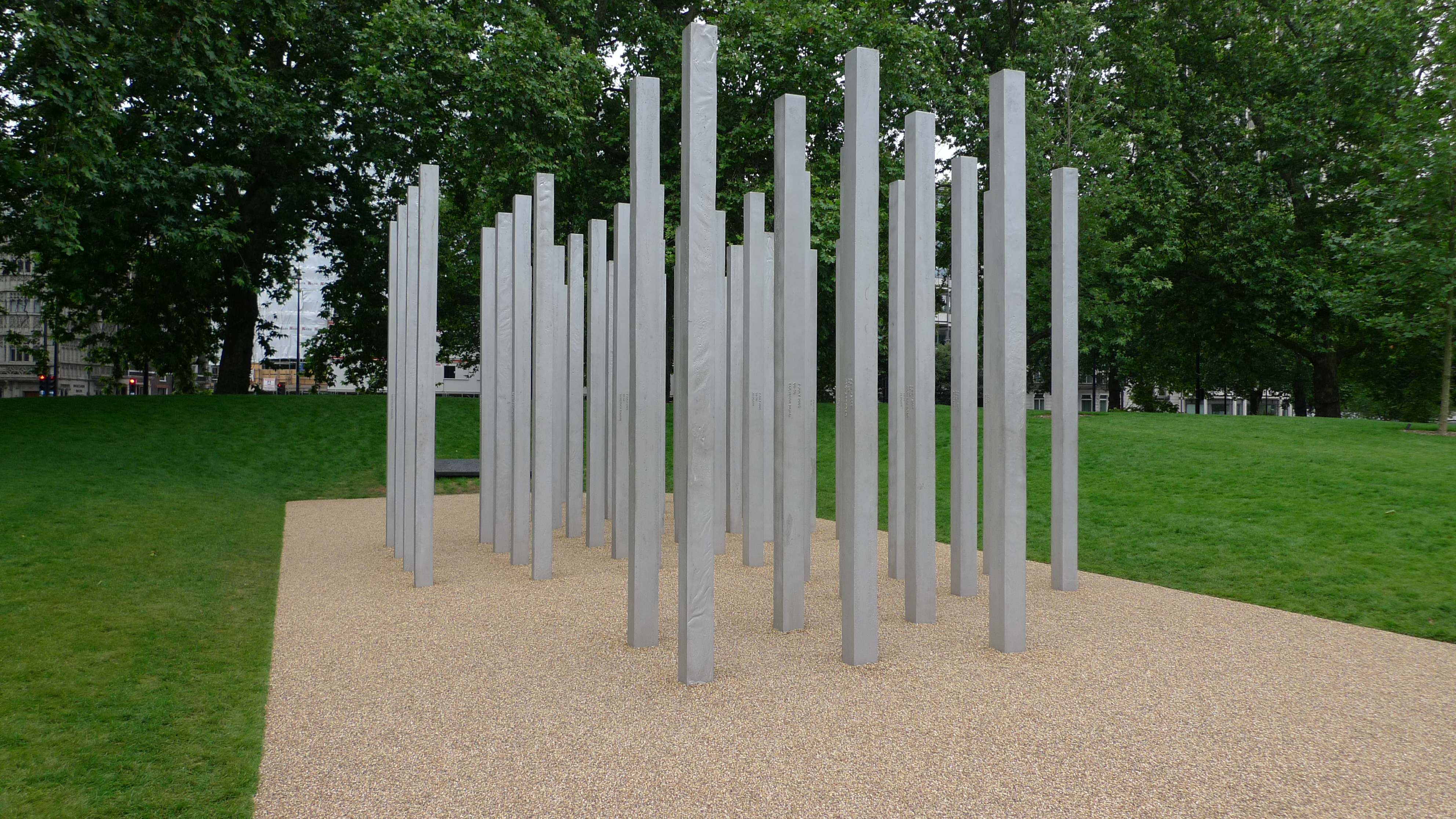
Gedenkstätte im Hyde Park

Im Hyde Park wurde eine Gedenkstätte für die Opfer der Anschläge errichtet. Sie besteht aus 52 je 3,5 Meter hohen Edelstahlsäulen, auf denen jeweils eine Tafel mit dem Namen eines der Opfer angebracht ist.

## Rezeption
Die Anschläge greifen im Film Hereafter – Das Leben danach (2010) in die Handlung ein. Auch im Thriller Zero Dark Thirty (2012) werden die Anschläge kurz thematisiert.
Die Fernsehproduktion Suspect: The Shooting of Jean Charles de Menezes thematisiert sowohl die ersten Anschläge, als auch der zweite Anschlagsversuch und die tragische Fehlidentifizierung, die Jean Charles de Menezes das Leben gekostet hat.